# Alekseï Iesine
Alekseï Iourievitch Iesine (en russe : Алексей Юрьевич Есин) est un patineur de vitesse russe né le 3 décembre 1987 à Kolomna. Il est médaillé de bronze aux Championnats du monde de sprint 2015.

## Palmarès
- Championnats du monde de sprint
  -  : Médaille de bronze en 2015